# Acanthochitona joallesi
Acanthochitona joallesi is een keverslakkensoort uit de familie van de Acanthochitonidae. De wetenschappelijke naam van de soort is voor het eerst geldig gepubliceerd in 1881 door Rochebrune.